# Euphrasie Proudhon
Pour les articles homonymes, voir Proudhon.
Euphrasie Proudhon, née Euphrasie Piégard le 26 octobre 1822 et morte le 8 juillet 1900, est l'épouse de Pierre-Joseph Proudhon. C'est uniquement à travers la correspondance de son mari qu'elle est connue, dans ses rôles d'épouse et de mère de famille.

## Biographie

### Fille du peuple
Euphrasie Piégard est issue d’une famille de passementiers de Paris. Elle est la sixième enfant. Comme ses parents sont trop peu riches pour pouvoir la doter, elle travaille auprès d'eux jusqu'à l'âge de 25 ans. Le 6 février 1847, elle est abordée dans la rue par Pierre-Joseph Proudhon, qui a presque quarante ans,. 
Comme il l'explique lui-même, Proudhon ne cherche pas une épouse riche ou savante, son modèle féminin étant « l'ouvrière, simple, gracieuse, naïve, dévouée au travail et à ses devoirs ». À ses yeux, Euphrasie Piégard remplit ces conditions. Elle ne sait pas écrire et se fait aider pour cela toute sa vie. 

### Épouse de prisonnier politique
Admis avec méfiance dans la famille Piégard, Proudhon courtise ensuite Euphrasie et ils se marient civilement le 31 décembre 1849,, alors qu'il est emprisonné pour son opposition à Louis-Napoléon Bonaparte. Euphrasie aurait voulu se marier religieusement, mais Proudhon refuse. Elle s'installe dans un logement situé tout près de la prison Sainte-Pélagie où est incarcéré son mari et se charge de son linge et de ses repas. Il est parfois autorisé à sortir pour la rejoindre, mais Proudhon est ensuite transféré à la Conciergerie puis en avril 1850 à la citadelle de Doullens. Euphrasie le suit dans cette ville. Proudhon obtient ensuite son retour à la Conciergerie, où Euphrasie s'occupe à nouveau de lui.
Euphrasie met au monde leur première fille, Catherine, nommée d'après la mère de Proudhon, en octobre 1850,. Leur deuxième enfant naît aussi pendant l'emprisonnement de son père et meurt très jeune, ce  qui désespère les parents. La petite Marcelle est en effet victime du choléra, à l'âge de deux ans, en 1854.
Proudhon est libéré le 4 juin 1852, et la vie commune du couple nous empêche de mieux connaître celle d'Euphrasie, parce que celle-ci est essentiellement connue par les lettres échangées avec son mari lors des absences de celui-ci. Ils ont deux autres filles, Stéphanie, morte à vingt ans en 1873 et Charlotte, morte à moins d'un an en 1856. Proudhon s'investit dans l'éducation de ses filles, mais considère que « le mari aura droit de contrôle sur la femme, tandis que la femme n’a que celui d’aider, aviser, informer son mari ».

### Exil à Bruxelles
En 1858, de nouveau menacé pour ses écrits, Proudhon s'enfuit à Bruxelles, où Euphrasie vient ensuite le rejoindre. Elle est alors malade, comme son mari le dit dans une lettre à Jules Michelet : 

« Cela se traduit par des douleurs articulaires intolérables, des rages de dents, des migraines folles. Je vous fais grâce du reste. Les journées douloureuses, les nuits sans sommeil, et l'impitoyable ménage par dessus le marché ! Parfois elle crie : c'est trop souffrir, elle pleure, et insensiblement le moral s'affecte : « Vous avez vos idées, me dit-elle encore ; et moi, quand vous êtes à votre travail, quand ma fille est en classe, je n’ai plus rien. »

Dans la même lettre, Proudhon reconnaît ensuite sacrifier sa femme à ses idéaux politiques : « Il faut avouer, cher Maître, que l'époque est mauvaise pour les malheureuses femmes. Nos luttes les assassinent, les brûlent à petit feu, les désorganisent. »

### Veuve de militant politique

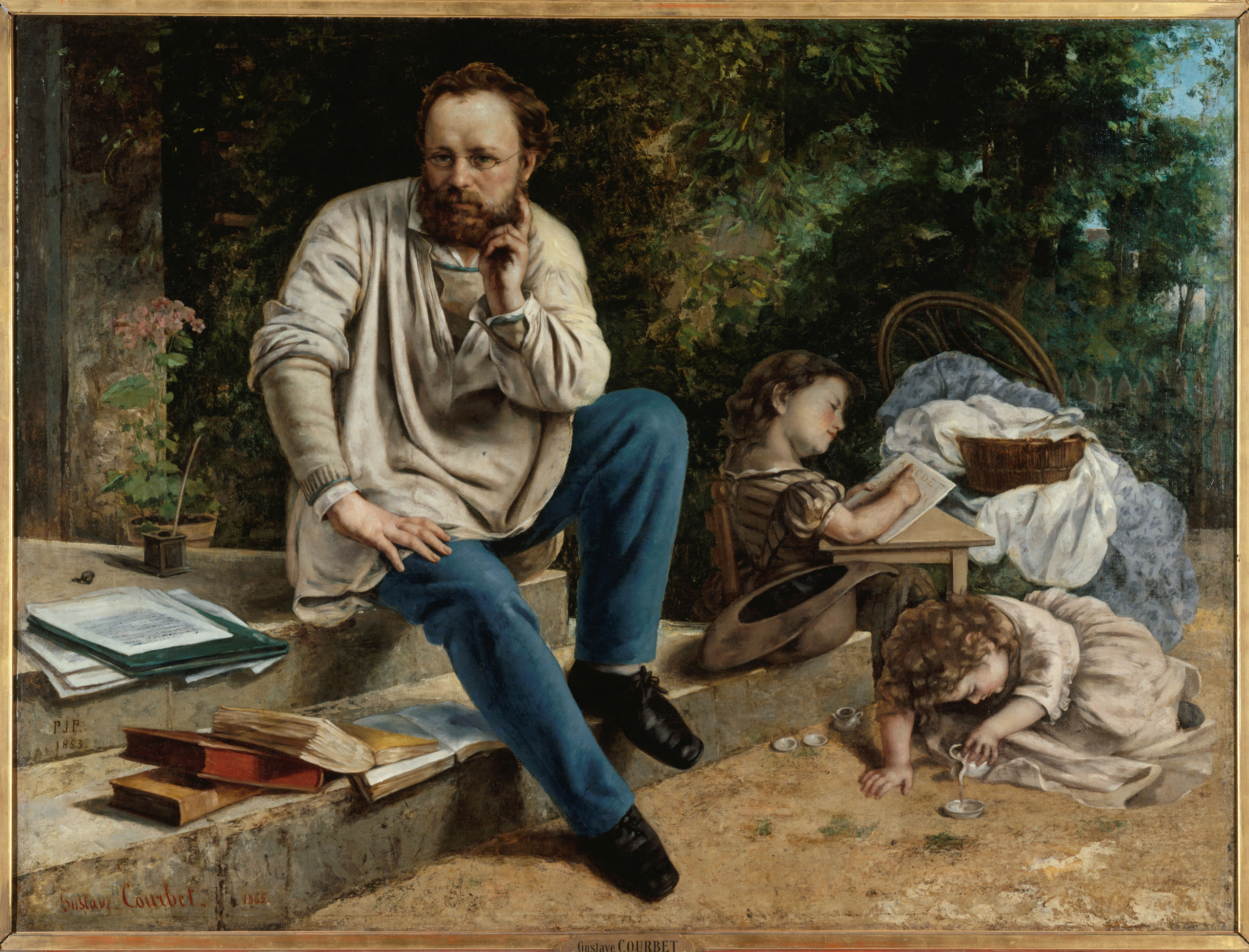
Pierre-Joseph Proudhon et ses enfants en 1853. Gustave Courbet, 1865.

En septembre 1862, la famille revient à Paris, mais Pierre-Joseph Proudhon meurt en 1865. Euphrasie reste veuve pendant trente-cinq ans, entourée par les proches de Proudhon. Les publications posthumes de son mari et le mariage de leur fille Catherine permettent d'assurer des revenus suffisants. Cette époque de la vie d'Euphrasie est également mal connue.
Euphrasie Proudhon meurt le 8 juillet 1900. L'éloge funèbre prononcé sur sa tombe par Jules Troubat, bibliothécaire à la Bibliothèque nationale, insiste sur son rôle de ménagère et de mère de famille.
L'historien Olivier Chaïbi souligne qu'Euphrasie Proudhon fait partie des épouses qui, « comme de nombreuses autres femmes de militants politiques, y compris dans les milieux les plus progressistes, ont été reléguées dans la sphère ménagère quand le domaine public devenait celui des hommes ». Dans le tableau peint par Gustave Courbet finalement intitulé Proudhon et ses enfants, le peintre a effacé Euphrasie Proudhon, initialement représentée. Il lui consacre un portrait peu après la mort de Proudhon, mais refuse de le signer parce qu'il n'est pas achevé à ses yeux, Euphrasie n'ayant accepté que trois séances de pose. « Euphrasie que l'on ne connaît au final que par Proudhon et ses absences », selon Olivier Chaïbi.

#### Correspondance
- Pierre-Joseph Proudhon, Lettres à sa femme, Paris, Grasset, 1950, 315 p..

#### Études
- Olivier Chaïbi, « Mais comment peut-on être la femme de Proudhon ? Euphrasie Piégard (1822-1900) face à l’emprisonnement, l’exil et les opinions politiques de son mari », dans Emmanuelle Charpentier et Benoît Grenier (dir.), Le temps suspendu : Une histoire des femmes mariées par-delà les silences et l’absence, Pessac, Maison des Sciences de l'homme d'Aquitaine, coll. « PrimaLun@ » (no 12), 2022 (lire en ligne), p. 237-245.
- Olivier Chaïbi et Édouard Jourdain, « Proudhon Pierre-Joseph », dans Dictionnaire des anarchistes, Maitron/Editions de l'Atelier, 2016 (lire en ligne).
- Daniel Halévy, Le Mariage de Proudhon, Paris, Stock, 1955, 314 p..
- Édouard Jourdain, Proudhon, Paris, Presses Universitaires de France, coll. « Que sais-je ? » (no 4248), 2023 (ISBN 978-2-7154-1263-7, DOI 10.3917/puf.jourd.2023.01, lire en ligne ).